# پدرو یورنته
پدرو یورنته (اسپانیایی: Pedro Llorente‎؛ زادهٔ ۱۹ اکتبر ۱۸۹۷) یک مربی فوتبال اهل اسپانیا است.
وی از سال ۱۹۲۶ تا ۱۹۲۷ سرمربی باشگاه فوتبال رئال مادرید بوده است.